# Simone Brantes
Simone Brantes (Nova Friburgo, 1963) é uma poeta brasileira, vencedora do 59.º Prêmio Jabuti, em 2017, na categoria "poesia", com o livro Quase Todas as Noites.
Simone cursou mestrado em filosofia na Universidade Federal do Rio de Janeiro em 1992. Até 2016, cumpriu parte de seu doutorado em Berlim,, quando abandonou a carreira acadêmica.

## Obras
- 1999 - Pastilhas Brancas (7Letras)
- 2002 - No Caminho de Suam (Moby-Dick)
- 2016 - Quase Todas as Noites (7Letras)
- 2019 - Rose Ausländer por Simone Brantes. Curitiba: Editora UFPR. ISBN 9788584802104